# MATh.en.JEANS
MATh.en.JEANS est une association française qui fait faire de la recherche en mathématiques à des élèves sur des sujets en dehors des programmes scolaires, essentiellement de collège et lycée.
C'est une association loi de 1901, créée en 1990, agréée par l'Éducation nationale et soutenue par le CNRS dont le comité de parrainage comprend l'APMEP, la SMF, le Palais de la découverte.
L'association dont l'acronyme signifie en fait « Méthode d'Apprentissage des Théories mathématiques en Jumelant des Établissements pour une Approche Nouvelle du Savoir » a pour but de faire découvrir la recherche en mathématique à des jeunes élèves, sous l'impulsion d'un chercheur et de leur professeur. Toute la chaîne est basée sur le volontariat (élèves, professeurs, chercheurs ), et n'est pas notée (sauf pour certains élèves universitaires ),. Le système du jumelage permet aux élèves d'expliquer et de confronter leurs idées avec celles d'un groupe d'élèves ayant travaillé sur le même sujet, dans un autre établissement de la même ville.
À travers toute la France, plus de 200 établissements animent chaque année un atelier MATh.en.JEANS, le point culminant étant la présentation par les élèves du résultat de leurs travaux en congrès national.
Le travail d'un atelier MATh.en.JEANS se rapproche de celui demandé à l'occasion d'une narration de recherche, donné hors temps scolaire et sur une durée beaucoup plus longue (fréquemment 6 mois).

## Le principe
- MATh.en.JEANS (en abrégé : MeJ) est d’abord une méthode qui, depuis 1989, vise à faire vivre les mathématiques par les jeunes, selon les principes de la recherche mathématique. Elle permet aux jeunes de rencontrer des chercheurs et de pratiquer en milieu scolaire une authentique démarche scientifique, avec ses dimensions aussi bien théoriques qu'appliquées, parfois en prise avec des thèmes de recherche actuels[4],[5].

L’association MeJ impulse et coordonne des ateliers de recherche qui fonctionnent en milieu scolaire, de l'école primaire jusqu'à l'université : chaque semaine, dès le mois de septembre, des élèves volontaires et des enseignants de deux établissements scolaires jumelés pour l’occasion travaillent en parallèle sur un sujet de recherche mathématique proposé par un chercheur professionnel. Plusieurs fois dans l'année, les élèves, les enseignants et le chercheur impliqués dans les deux ateliers se rencontrent à l'occasion de « séminaires » où ils échangent leurs points de vue, débattent et partagent leurs idées, critiquent et font avancer leurs travaux. Enfin, au printemps, les élèves présentent leurs travaux de recherche durant le congrès annuel. Celui-ci est le moment fort du dispositif : il regroupe l’ensemble des ateliers MATh.en.JEANS existants (jeunes, professeurs et chercheurs), dans un lieu choisi pour son dynamisme scientifique (universités, musées scientifiques, ...) et valorisant ainsi une autre image des sciences et de leur apprentissage. Une fois le congrès passé, l'association incite les élèves à rédiger un article, qui fera partie des actes du congrès.

## Historique des congrès
Depuis 1991, un congrès annuel rassemble les élèves participants à Math.en.JEANS. Il change de lieu chaque année et depuis 2011, de par l'augmentation du nombre de participants, il a lieu dans plusieurs endroits à la fois. 
- 1998 : CNRS, Campus Michel-Ange (Paris)
- 1999 : Université Paris-XIII (Villetaneuse)
- 2000 : Palais de la découverte (Paris)
- 2001 : Université Paris-XIII (Villetaneuse)
- 2002 : Université Paris-Sud (Orsay)[6]
- 2003 : Université Bordeaux 1
- 2004 : Université Paris-Est-Marne-la-Vallée et Université Paris-XIII (Villetaneuse)
- 2005 : Université Pierre-et-Marie-Curie et Université Paris-Diderot[7]
- 2006 : Cité des sciences et de l'industrie (Paris)
- 2007 : Université de Cergy-Pontoise
- 2008 : Université Paris-Diderot
- 2009 : École nationale supérieure de chimie, de biologie et de physique (Bordeaux)
- 2010 : Université Joseph Fourier (Grenoble)
- 2011 : Gap, Bobigny et Épinal, suivi d'un congrès international à Vienne[8]
- 2012 : Lille et Poitiers et à l'étranger à Copenhague et Pondichéry
- 2013 : Marseille, Orsay, Toulouse, Pondichéry et Casablanca
- 2014 : en France à Angers, Bordeaux, Lille, Lyon, Nancy, Perpignan et Versailles, et à l'international à Abu Dhabi, Berlin et Varsovie
- 2015 : en France à Angers, Avignon, La Rochelle, Paris, Toulouse, Valenciennes et à l'international à Casablanca, Pondichéry et Vienne
- 2016 : en France à Angers, Lyon, Metz, Paris, Toulouse, et à l'international à Doha, Milan et Ottawa
- 2017 : 11 congrès en France à Arras, Grenoble, Marseille, Nantes, Paris, Pau et à l'international à Abu Dhabi, Cluj-Napoca, Düsseldorf-Essen, Liege, Montréal
- 2018 : 12 congrès en France à Calais, Lyon, Montpellier, Nancy, Nantes, Orsay, Poitiers, Sarreguemines et à l'international à Berlin, Chicago, Padoue, Pondichéry
- 2019 : 13 congrès en France à Amiens, Grenoble, La Rochelle, Marseille, Paris, Pau, Rennes, Saint-Denis de la Réunion, Toulouse et à l'international Iași, Louvain-la-Neuve, Rio de Janeiro et San Francisco.
- 2020 : 9 congrès en ligne
- 2021 : 7 congrès en ligne depuis les villes de Saclay, Berlin, Lyon, Lille, Orléans et une journée de congrès en présentiel à Toulouse.
- 2022 : 11 congrès en présentiel pour les villes d' Avignon, Berlin, Bordeaux, Bruxelles, Dijon, La Rochelle, Lille, Nantes, Lyon, Perpignan, et Saclay. Un autre congrès s'est également déroulé en ligne pour le zone d'Amérique du Nord
- 2023 : 10 congrès en France à Grenoble, Mulhouse, Nice, Orléans, Pau, Saclay, Toulouse, Valenciennes et à l'international à New-York et Rio de Janeiro. Des journées MATh.en.JEANS ont également été organisée à Dijon, en Belgique et au Liban.
- 2024 : 11 congrès[9]. 1 au Luxembourg à l’université du Luxembourg[10]. 7 en France à Avignon (Avignon Université[11]), Bordeaux (Université de Bordeaux[12]), Calais (Université du Littoral Côte d'Opale[13]), Lyon (Université Lyon 1[14]), Montpellier (Faculté des Sciences de Montpellier[15]), Nantes (UFR Sciences et techniques de Nantes Université[16]) et Paris (Université Paris Dauphine - PSL[17]). 1 aux Etats-Unis (International School of Los Angeles[18]). 1 en Inde (Lycée Français international de Pondichéry). Et 1 au Brésil.
- 2025 : 13 congrès. 9 en France à Marseille, Angers, Paris, Clermont-Ferrand,Alès,Perpignan,Poitiers,Nancy et Amiens ; un aux Etats-Unis à Chicago, un au Vietnam à Hanoï, un au brésil à Rio de Janeiro, et un au Village Nesin des Mathématiques en Turquie [19]

Outre les congrès annuels et les nombreux ateliers, MATh.en.JEANS participe régulièrement à de nombreux événements de vulgarisation scientifique, des tables rondes pédagogiques, des stages scientifiques. Elle organise chaque année une université d'été.

## Distinctions
L'association a été récipiendaire du Prix d'Alembert de la Société mathématique de France en 1992, et lauréate de « La France s'engage » en juin 2015. Par ailleurs, à plusieurs reprises des ateliers MATh.en.JEANS ont été récompensés par le prix André Parent du Comité international des jeux mathématiques. En 2023, l'association reçoit la médaille de la médiation scientifique du CNRS